# Vestmotorvejen
Vestmotorvejen er en motorvej på Sjælland, som løber mellem Ølby ved Køge og Storebæltsbroen. Motorvejen er en del af E20.
Motorvejen løber forbi Bjæverskov, Ringsted, Sorø, Slagelse og Korsør.

## Endelig lukkes "motorvejshullet"
Efter 13 års venten blev den overbelastede hovedlandevej A1/E66 (nu E20) med 33.000 biler pr. døgn og op til 30 kvæstet/døde om året endelig erstattet af en motorvej. Strækningen blev bygget i meget stort hastværk, fordi den skulle være færdig inden Storebæltsbroen blev færdigbygget.

## "Motorvejshullet" blev det billigste motorvejsbyggeri
Efter mange års venten på en motorvej på strækningen mellem Ringsted Nord og Skovse endte den med at blive det billigste stykke motorvej at bygge. Vejbyggerierne ligger normalt på eller lidt over budgettet, men ikke så meget under prisen. Den endte hele 37 % under budgettet i anlægsloven, også selvom der blev taget højde for prisstigninger. 
Grunden til denne store besparelse ligger i, at der under jordflytningen omkring Pedersborg nord for Sorø blev gravet direkte ind i en grusgrav med en meget høj gruskvalitet. 
Dette betød, at man nu havde gruset selv, og derfor ikke skulle købe det hos naboen, som i øvrigt ligger 1 km derfra og er den store grusgrav på Vestsjælland. 
Hele området omkring Pedersborg er nemlig en kæmpe stor grusbunke, hvor der de sidste ca. 30 år er blevet udvundet grus.

## Historie
| Motorvejsetaper | Motorvejsetaper     | Motorvejsetaper | Motorvejsetaper | Motorvejsetaper | Motorvejsetaper | Motorvejsetaper | Motorvejsetaper |
| Fra             | Frakørsel           | Til             | Frakørsel       | Baner           | KM              | Åbningsår       | Bemærkninger |
| --------------- | ------------------- | --------------- | --------------- | --------------- | --------------- | --------------- | --- |
| Ølby            | Motorvejskryds Køge | Ringsted N      | 36              | 4               | 22,8            | 1976            | De første 5 km i vestgående retning bliver bygget med flere typer prøvebelægning af beton. I år 2000 blev det asfalteret over, men betonen under mærkes stadig væk. I 1975 styrtede den nybyggede motorvejsbro over jernbanen ved Kongsted pludseligt sammen. Den nåede dog akkurat, at blive færdigbygget på ny inden åbningen. |
| Ringsted N      | 36                  | Skovse          | 38              | 4               | 25,6            | 1993            | Se afsnittet Endelig lukkes "motorvejshullet". |
| Skovse          | 38                  | Vemmelev        | 40              | 4               | 11,1            | 1965            | Bliver bygget som en meget stærkt savnet omfartsvej for trafikken igennem city på rute E66 syd om Slagelse. |
| Vemmelev        | 40                  | Halsskov        | Storebæltsbroen | 4               | 9,8             | 1957            | Strækningen blev bygget i forbindelse med åbningen af de den nye bilfærge rute Halsskov-Knudshoved på Storebælt. |